# Effacés de Slovénie
Les effacés de Slovénie sont des résidents de la Slovénie qui ont été effacés des listes des citoyens slovènes le 26 février 1992. Ils représentaient 18 305 personnes, soit 1 % de la population totale. Cet effacement les a déchus de la citoyenneté slovène, en les rayant du registre national (dit de résidence permanente) pour les transférer sur celui des étrangers. Ils étaient originaires d'une autre république yougoslave et n'ont pas rempli à temps le formulaire d'acquisition de la citoyenneté slovène, pour lequel ils disposaient de six mois, comme exigé par le gouvernement d'alors. En 2002, la Cour constitutionnelle slovène a donné raison aux plaignants mais cet avis n'a pas été suivi d'effet. Sur ce total, 4 800 ont fini par obtenir un « permis de séjour permanent » et une loi spéciale de 1999 a permis d'en régulariser d'autres. Certains ont récemment déposé plainte devant la Cour européenne des droits de l'homme à Strasbourg.
Une marche de protestation de ces « effacés », appelée « Caravane des effacés », s'est portée en novembre 2006 devant le Parlement européen à Bruxelles, après un passage en Italie et en France.